# Родничок (Тамбовская область)
Родничок — упразднённый в 2018 году посёлок в Уваровском районе Тамбовской области России. Входил на момент упразднения в состав Моисеево-Алабушского сельсовета. Ныне урочище.

## География
Находился в юго-восточной части региона, в лесостепной зоне, в пределах Окско-Донской равнины, примерно в 3 км от села Чуево-Алабушка.

### Климат
Климат умеренно континентальный, относительно сухой, с умеренно холодной зимой и тёплым летом. Среднегодовая многолетняя температура воздуха составляет 5,3 °С. Средняя температура воздуха самого холодного месяца (января) — −10,4 °C (абсолютный минимум — −40 °C); самого тёплого месяца (июля) — 19,6 °C (абсолютный максимум — 42 °С). Безморозный период длится 143 дня. Среднегодовое количество атмосферных осадков составляет 516 мм, из которых 324 мм выпадает в период с апреля по октябрь. Продолжительность залегания снежного покрова составляет в среднем 128 дней.

## История
Исключен из учётных данных в декабре 2018 года как фактически прекратившая своё существование.

## Население
| 2010 |
| ---- |
| 0    |

## Инфраструктура
Было личное подсобное хозяйство. На карте СССР 1985 года обозначен посёлок Родничок с личным подворьем.

## Транспорт
Ближайшая остановка общественного транспорта «Рогатый Пруд» находится примерно в 800 метрах.